# Lingua xavánte
La lingua xavánte (o xavante, chavante) appartiene alla Famiglia linguistica delle Lingue gê parlata dal popolo amerindo degli Xavante in una ottantina di villaggi del Mato Grosso orientale, in Brasile da quasi 10.000 persone di cui 7000, monolinguisti..
Lo xavánte presenta un carattere unico per il suo sistema fonetico formato da 13 vocali e 13 consonanti corrispondenti, della sua organizzazione grammaticale di tipo Oggetto Soggetto Verbo e per l'utilizzazione di termini onorifici e affettivi nella sua morfologia.